# Synagoga w Kalwarii Zebrzydowskiej
Synagoga w Kalwarii Zebrzydowskiej – synagoga znajdująca się w Kalwarii Zebrzydowskiej, przy ulicy Sądowej 2.

## Historia
Wybudowana w drugiej połowie XIX w., jednak w księgach hipotecznych gminy katastralnej Kalwaria z 1874 r. istnieje wpis parceli pod numerem 139. Wcześniej Żydzi modlili się synagodze w Brodach. Podczas II wojny światowej hitlerowcy mocno uszkodzili synagogę. Po zakończeniu wojny budynek odbudowano i przeznaczono na magazyn, następnie na klub młodzieżowy „Zodiak”, biura Cechu Rzemiosł Różnych, bibliotekę a obecnie sklep meblowy.

## Architektura
Wnętrze synagogi zdobiły malowidła o tematyce biblijnej autorstwa Emanuela Luftglasa. Budynek synagogi wzniesiono na planie dwóch prostokątów. Do dziś częściowo zachował się wystrój zewnętrzny, w tym łukowato zakończone okna na parterze, arkadowy gzyms koronujący, oryginalne drzwi z klamką w kształcie lwa, a także ślad po mezuzie. Całość jest nakryta dachem dwuspadowym.